# Каре (зачіска)

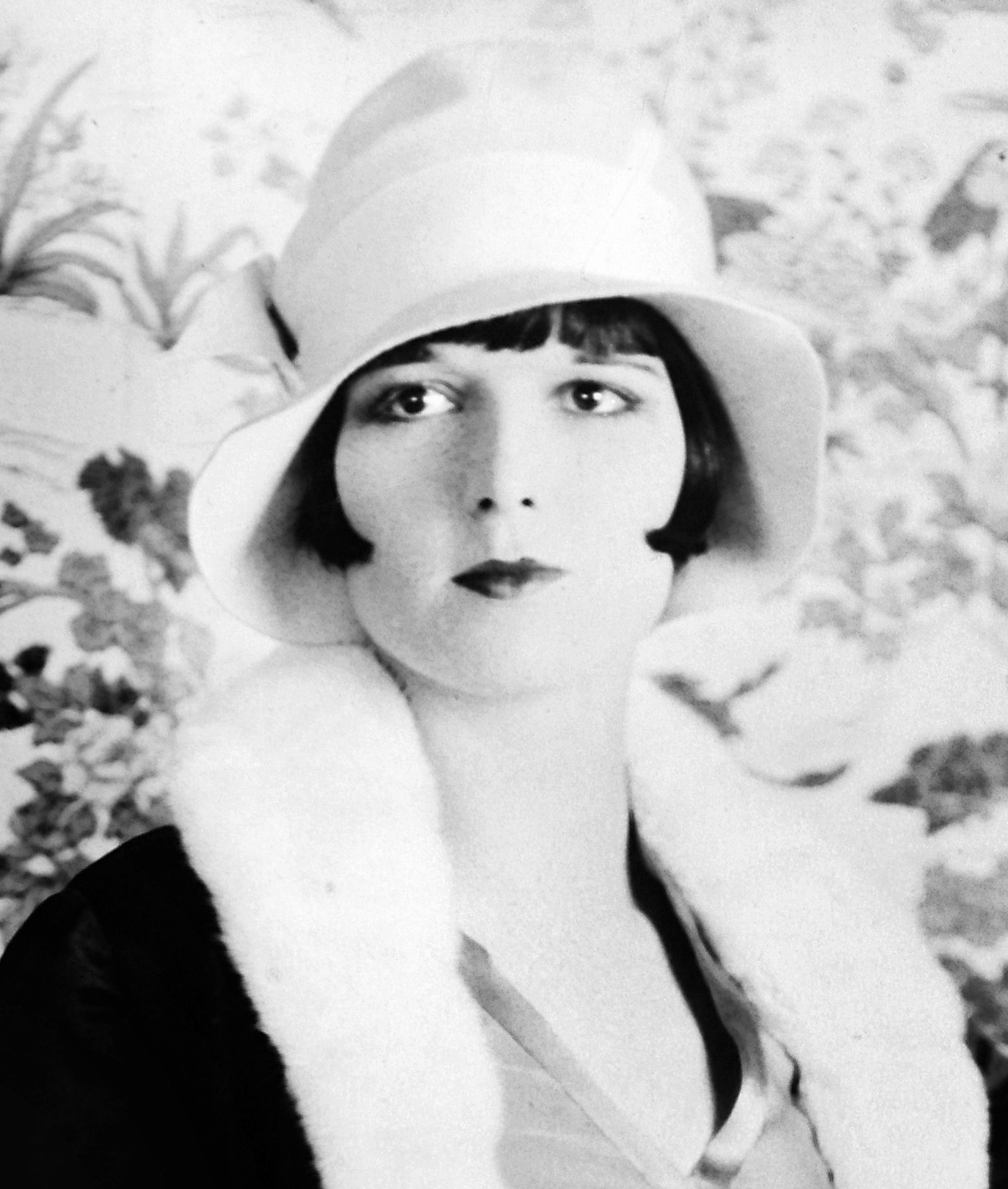
Актриса Луїза Брукс з зачіскою каре (1926 рік).

Каре́ (від фр. carré — «квадрат», «квадратний») — середньої довжини зачіска з прямим чубчиком. Волосся підстрижене по одній лінії нижче вуха. Характеризується чітко окресленою лінією волосся. При виконанні стрижки «каре» застосовується метод градуювання, спрямований всередину. У стрижці «вдаване каре» застосовується градуювання, спрямоване назовні, завдяки чому кінці волосся також загинаються назовні. Каре стало користуватися популярністю після Першої світової війни, зокрема завдяки танцюристці Ірені Касл.
Існують такі різновиди каре:
- Каре з видовженими передніми пасмами;
- Каре з загнутими вгору кінцями волосся;
- З овальним контуром;
- Асиметричне каре;
- Стрижка каре у двох кольорах.

Оригінальності звичайному каре можна додати за допомогою ефектного фарбування.

## Співвідношення назв каре і боб
Більшість фахівців та дослідників не розрізняє каре і боб, використовуючи ці слова як синоніми. Хоча деякі дослідники і висувають думку що різниця між каре і боб полягає в об'ємно заокругленій потиличній зоні в зачісці боб і більш менш плоскій потиличній зоні в зачісці каре.

## Світлини

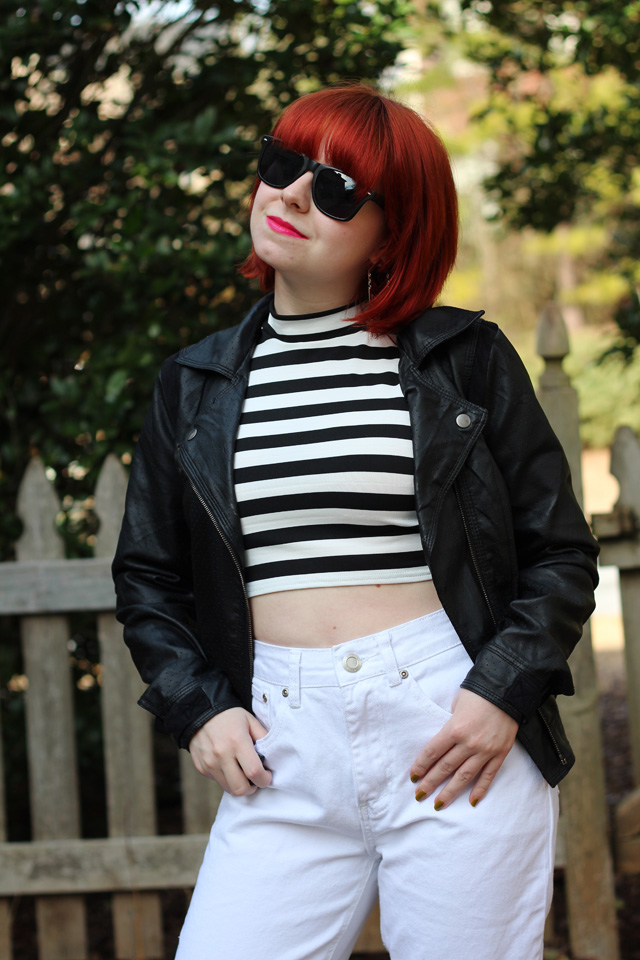
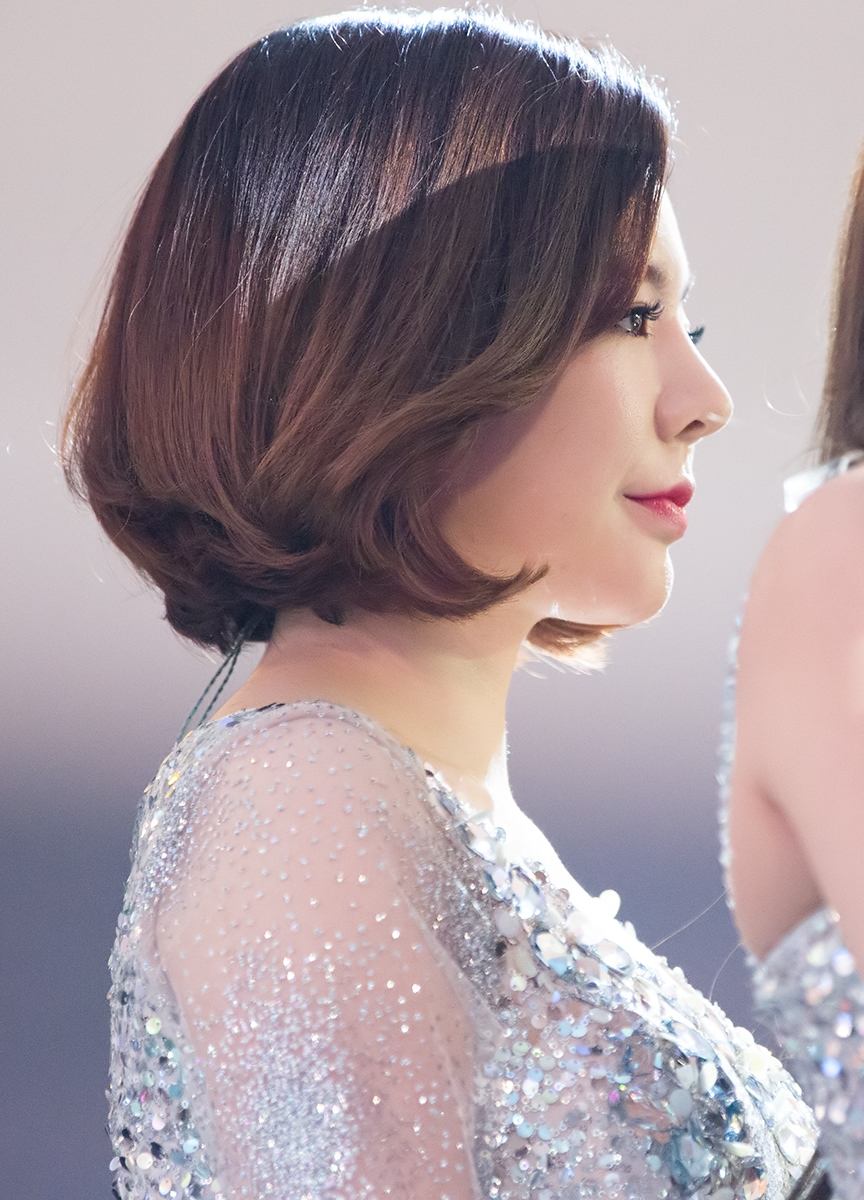
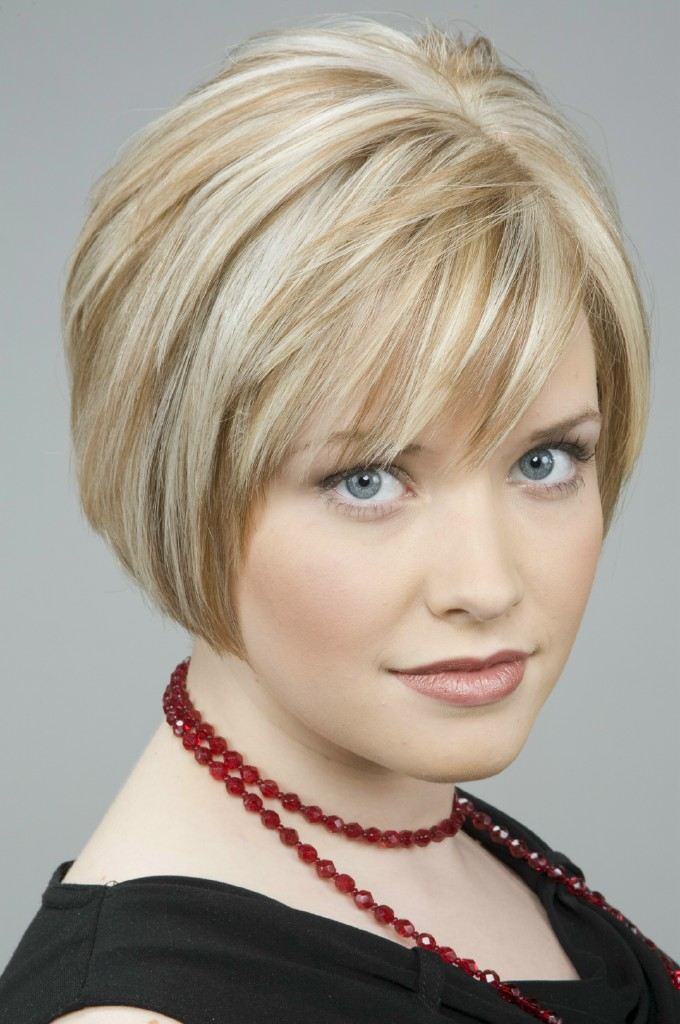
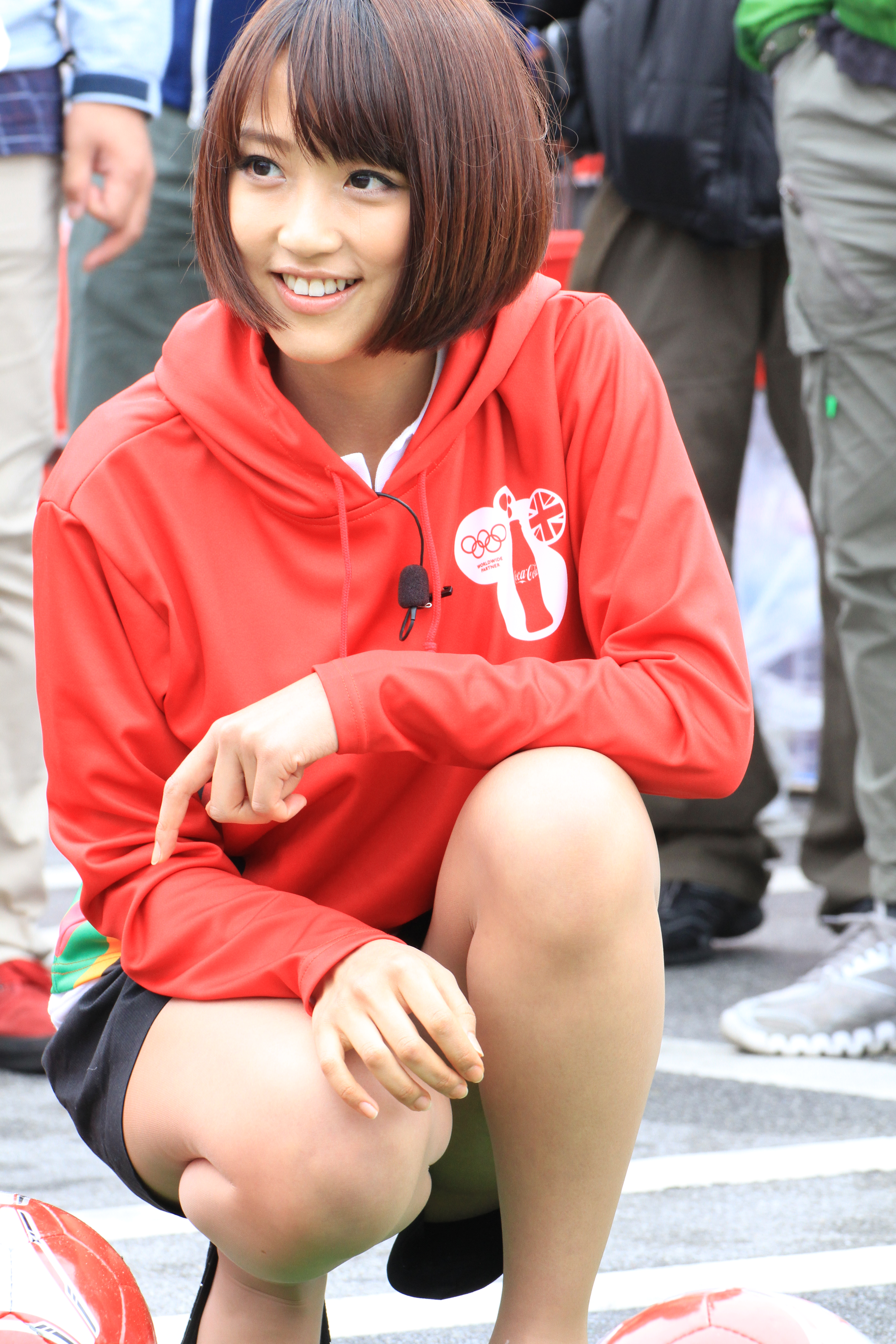